# Cephalodiplosporium
Cephalodiplosporium — рід грибів родини Nectriaceae. Назва вперше опублікована 1961 року.

## Класифікація
До роду Cephalodiplosporium відносять 2 види:
- Cephalodiplosporium elegans
- Cephalodiplosporium terricola